# 沃洛德米里夫卡 (莫希利夫-波迪利斯基區)
48°40′47″N 27°29′36″E / 48.67972°N 27.49333°E
沃洛德米里夫卡（羅馬化：Volodymyrivka）是烏克蘭西部文尼察州莫希利夫-波迪利斯基区穆羅瓦尼-庫里利夫齊市鎮的村落。面積0.21平方公里，海拔高度239米，2001年人口147，人口密度每平方公里700人。